# Taipei Exchange
Die Taipei Exchange (Chinesisch: 證券櫃檯買賣中心; Pe̍h-ōe-jī: Chèng-kǹg Kūi-tâi Bé-bē Tiong-sim), früher GreTai Securities Market (GTSM), ist eine gemeinnützige Stiftung zur Verwaltung des außerbörslichen (OTC) Marktes und des Anleihenhandels Taiwan. Die Wertpapierbörse wurde am 1. November 1994 gegründet und stellt die zweite große Börse von Taiwan dar. Das Startkapital der Stiftung wurde von der Taiwan Stock Exchange, der Taiwan Securities Association und Taiwan Depository & Clearing bereitgestellt. Der Hauptsitz befindet sich im Bezirk Zhongzheng der Stadt Taipeh. Im Februar 2015 änderte der Gre Tai Securities Market seinen Namen in Taipei Exchange.

## Mitgliedschaften
- Sie ist Mitglied in der World Federation of Exchanges.[2]
- Asian and Oceanian Stock Exchanges Federation